# Samuel Fuchs
Samuel Fuchs (ur. 4 marca 1984 w Kurytybie) – brazylijski siatkarz, reprezentant kraju, grający na pozycji przyjmującego. Wraz z reprezentacją zdobył złoty medal na Mistrzostwach Świata w 2006 roku, rozgrywanych w Japonii. W 2008 roku w Pekinie zdobył srebrny medal olimpijski.

## Sukcesy klubowe
Mistrzostwo Brazylii:
- 2002, 2007
- 2005, 2006, 2011
- 2004, 2012

Klubowe Mistrzostwa Ameryki Południowej:
- 2013

## Sukcesy reprezentacyjne
Mistrzostwa Ameryki Południowej Kadetów:
- 2000

Mistrzostwa Świata Kadetów:
- 2001

Mistrzostwa Ameryki Południowej Juniorów:
- 2002

Liga Światowa:
- 2005, 2006, 2007

Puchar Wielkich Mistrzów:
- 2005

Mistrzostwa Świata:
- 2006

Igrzyska Panamerykańskie:
- 2007

Puchar Świata:
- 2007

Igrzyska Olimpijskie:
- 2008